# Muzej tambure
Muzej tambure nalazi se u Slavonskom Brodu. To je prvi svjetski muzej tambure.

## O Muzeju tambure
Njegov postav su 2012. godine osmislili hrvatski glazbeni pedagog i tamburaški znalac maestro Mihael Ferić, te majstor glazbala i glazbenik iz sastava „Berde Band“ Mladen Jurković, uz svesrdnu pomoć u logistici i organizaciji predsjednika Udruge Krešimira Dokuzovića, tajnika Udruge Mladena Rakića te ostalih članova Udruge. Sav rad i trud u opremanju Muzeja obavili su članovi Brodske udruge tamburaša potpuno volonterski. Već prigodom otvaranja Muzej je privukao veliku pozornost kulturne javnosti. Samo otvorenje popratile su sve veće hrvatske televizijske kuće, te puno radio stanica i internetskih portala u zemlji i inozemstvu. Kroz Muzej svakodnevno prolazi veliki broj posjetitelja te valja istaknuti broj od preko 5.000 posjetitelja u nešto više od godine dana rada.
Muzej sudjeluje u programu „Noć muzeja“ u kojem, uz stalni postav, ima i neku tematsku izložbu. Sam prostor Muzeja u obliku u kojem se danas nalazi mjesto je ne samo povijesnog postava koji govori o tamburi i tamburaškoj glazbi već je i pravi turistički mamac za posjetitelje koji dolaze u Slavonski Brod. Kroz nešto više od godinu dana postojanja Muzej je postao mjesto koje se mora vidjeti. U muzeju se može vidjeti povijest tambure od 1847. godine, odnosno od doba kada je Pajo Kolarić osnovao prvo tamburaško društvo.

## Stalni postavi
U samom postavu mogu se vidjeti tambure četiri najpoznatija sustava gradnje od kraja 19. stoljeća do danas. Također, tu je i obilje fotografija, video i audio zapisa, plaketa, priznanja… Posebno interesantan dio Muzeja je kutak za majstorsku radionicu gdje posjetitelji mogu dobiti uvid u postupak izrade tambure i još puno toga. Ovo je interaktivni dio u kojem su posjetitelji aktivno uključeni u predstavljanje, pa često i sami isprobavaju neke od alata za izradu tambura.
Prostor Muzeja planira se proširiti na dodatnih 120 m2 pa će u postavu svoje mjesto naći i instrumenti za koje do sada nije bilo mjesta. Također, u novom dijelu nalazit će se video zid i slušaonica. Svoje mjesto će u proširenom postavu naći i bogata notna građa i literatura o tamburi.
Daljnji planovi uključuju preseljenje u centralni dio Brodske tvrđave u kojem će biti moguće izložiti sve ono što su članovi Brodske udruge tamburaša prikupili. Također, u novom prostoru će biti moguće organizirati razne projekcije i prezentacije te manje koncerte. 

## Nagrade
Veliki broj posjetitelja i nagrada „Simply the best“ u kategoriji Manji stalni tematsko izložbeni postavi, za inovativni muzejski postav i atraktivan sadržaj prvog svjetskog muzeja tambure koju tradicionalno dodjeljuju Udruga hrvatskih putničkih agencija – UHPA i turistički časopis „Way to Croatia“.

## Vanjske poveznice
- Mrežna stranica Brodske udruge tamburaša